# Benoît XIII (antipape)
Pour les articles homonymes, voir Benoît XIII, Benoît et Pierre de lune (homonymie).
Pedro Martínez de Luna, ou Pierre de Lune (Illueca, royaume d'Aragon, 1329 - Peníscola, royaume de Valence, 27 novembre 1422), est un cardinal aragonais qui devient pape d'Avignon sous le nom de Benoît XIII. Bien que l'Église catholique ne se soit jamais prononcée sur le fait qu'il fut antipape, tout comme Clément VII, son prédécesseur, les papes suivants reprendront néanmoins les noms de Clément VII et Benoît XIII comme s'ils n'étaient pas légitimes.

## Biographie

### Cardinal au début du grand schisme d’Occident
Pedro de Luna est issu d’une famille noble d’Aragon. Il s’adonne d’abord à la jurisprudence civile et canonique, quitte cette étude pour porter les armes, la reprend ensuite, enseigne le droit canonique comme professeur à l’université de Montpellier. Il écrit de nombreux ouvrages de droit, et même des manuels de théologie et d’ascèse.
Il est nommé cardinal en 1375. Familier de Grégoire XI, il est prévôt de Valence (Espagne) et cardinal diacre de Sainte-Marie in Cosmedin.
En 1377, il revient à la Rome du pape Grégoire XI et, au conclave de 1378 qui marque le début du grand schisme d'Occident, il prend parti pour Clément VII.

### Pape à Avignon

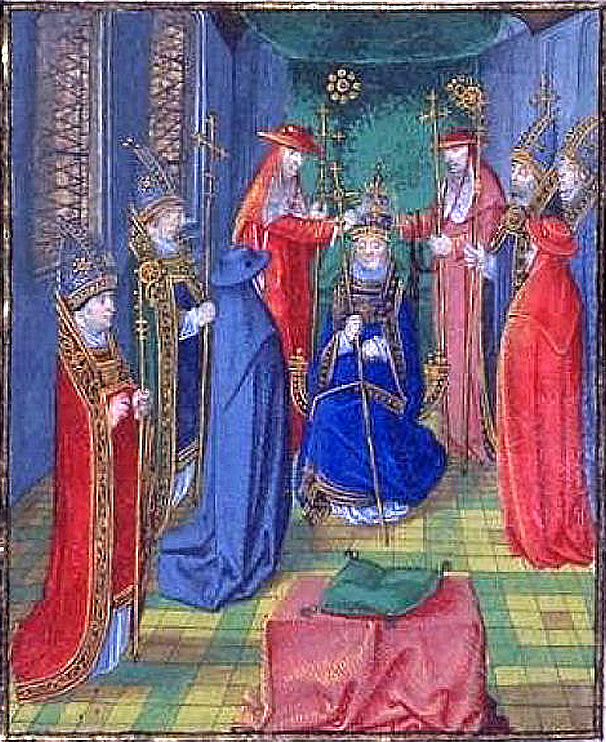
Couronnement de Benoît XIII.

À la mort de Clément VII (en 1394) qui siège à Avignon, les cardinaux avignonnais l’élisent pape le 28 septembre 1394 (il est ordonné prêtre et consacré évêque) ; il prend le nom de Benoît XIII.
Dans le camp de Benoît XIII se rangent la France, la Castille, l'Aragon, le Portugal, l'Écosse, la Bretagne, la Savoie et le royaume de Chypre.
Cette année-là, Philippe le Hardi, régent du royaume de France depuis la folie du roi Charles VI, demande à l'Université de Paris de lui présenter une recommandation sur les moyens de mettre fin au schisme. En effet, avec une politique fiscale agressive qui prive le clergé d'une grande part des bénéfices issus de ses charges, Benoît XIII s'est mis à dos nombre de religieux. Philippe le Hardi qui suit une politique conciliante vis-à-vis de la papauté de Rome pour ménager les Flamands, a tout intérêt à mettre fin au Schisme. Après plusieurs mois de délibérations, l'Université présente trois solutions : la voie de compromis (laisser aux pontifes le soin de mettre fin eux-mêmes au schisme), la voie de cession (il faut les démettre simultanément et en élire un autre) ou la réunion d'un concile qui aurait pour but de trancher le problème.
En février 1395, le Conseil du roi appuie le principe d'une démarche pour la voie de cession (Louis d'Orléans, partisan de la voie de fait qui sert ses intérêts italiens, a été évincé par Philippe le Hardi). Cependant, ni Benoît XIII, ni Boniface IX, n'acceptent de se démettre. On décide alors de les y obliger en ayant recours à une soustraction d'obédience. Entre l'Université de Paris et le Saint-Siège, les positions se raidissent. Dès lors, les Parisiens font valoir leurs vieux projets de réforme de l'Église et voient en Philippe le Hardi leur champion. En 1398, un Conseil national des évêques tenu à Paris vote une ordonnance retirant au pape les bénéfices et les taxes ecclésiastiques au profit du roi de France. Autrement dit, l'Église de France se gouvernera elle-même et c'est le roi qui légifèrera en matière religieuse. Seule l'autorité spirituelle est reconnue au pape d'Avignon. La France est bientôt imitée par la Sicile, la Castille et la Navarre.

### BenoîtXIIIs'enfuit d'Avignon

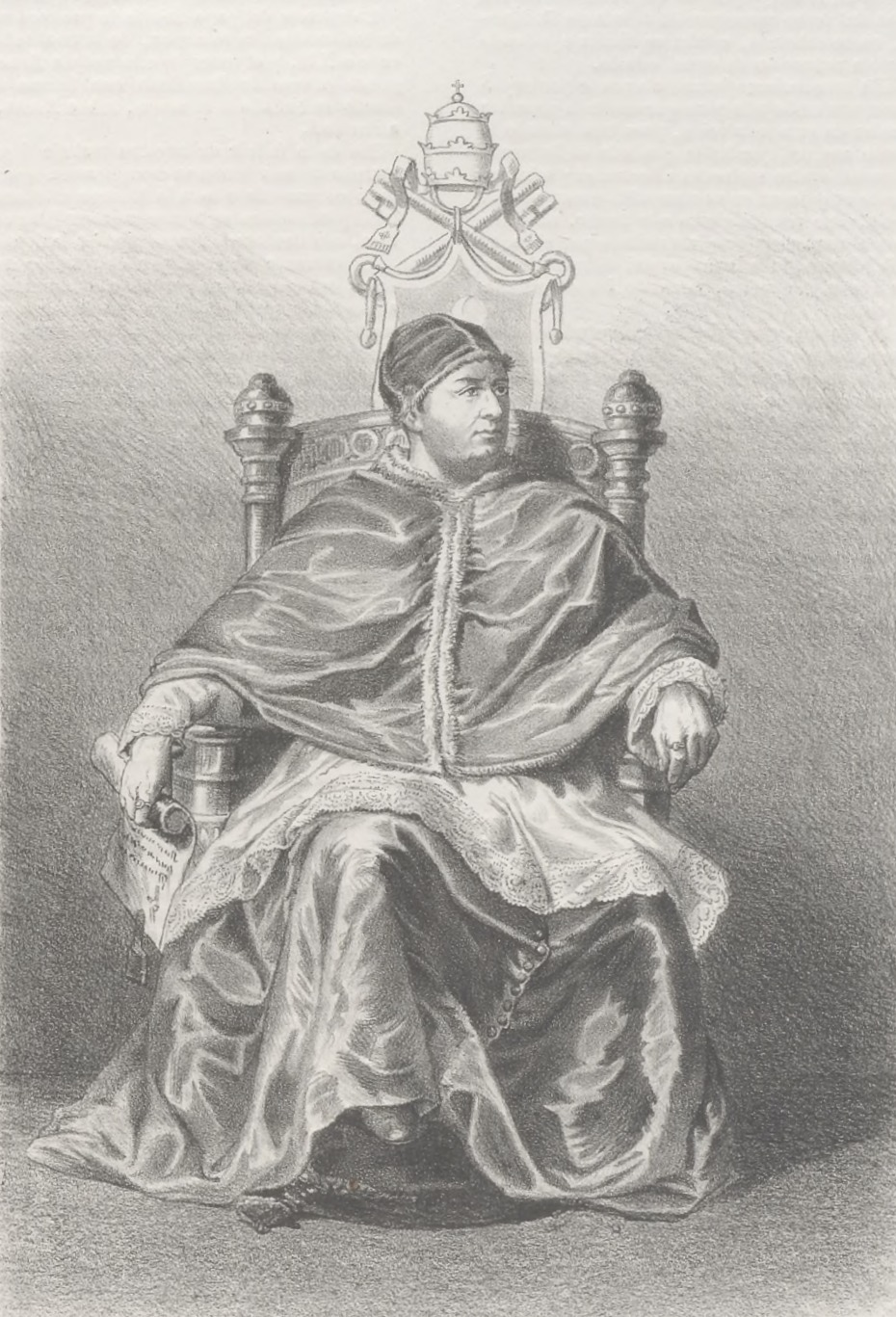
Benoît XIII apprenant la soustraction d'obédience.

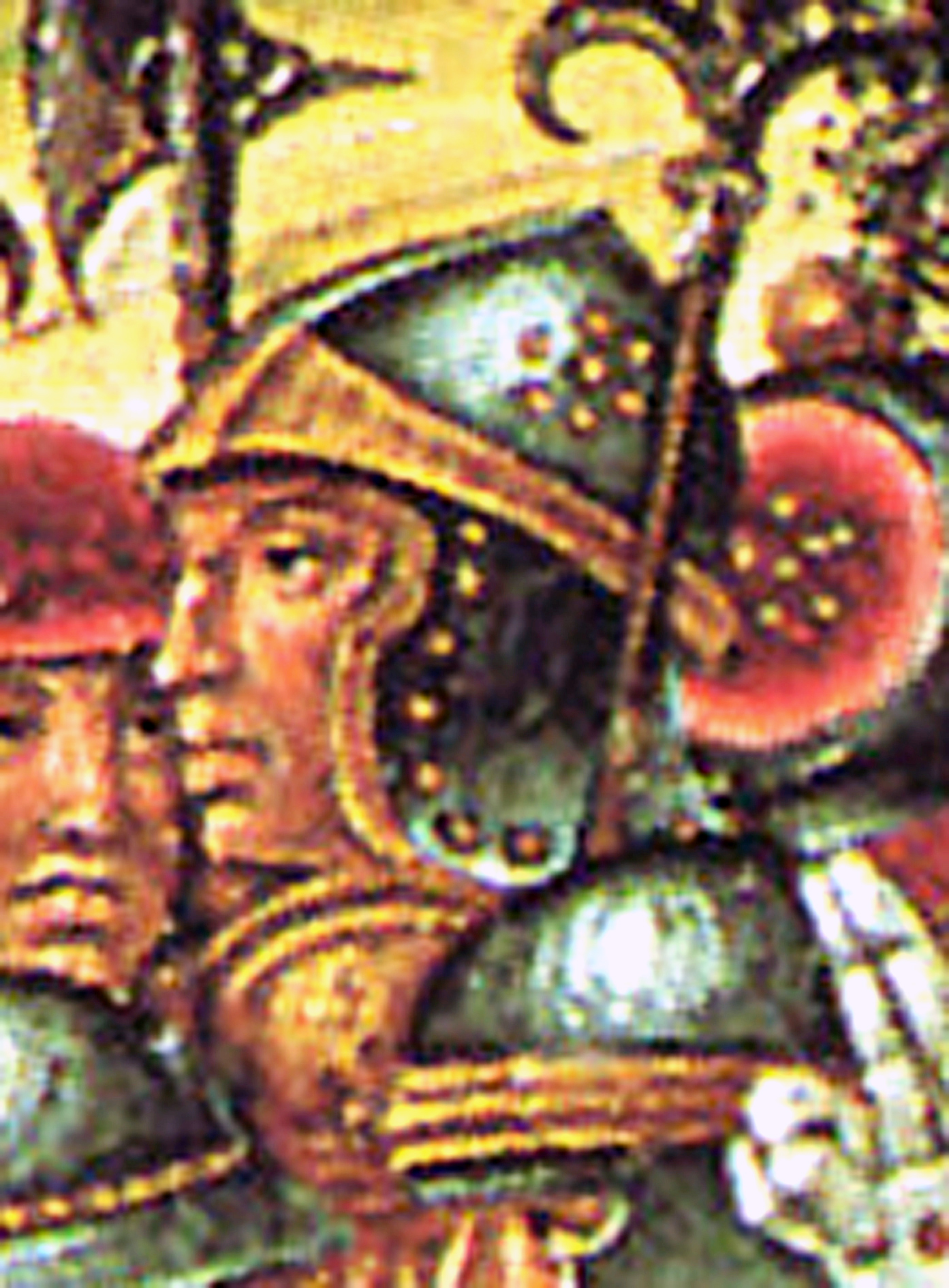
Raymond de Turenne par Girolamo di Benvenuto.

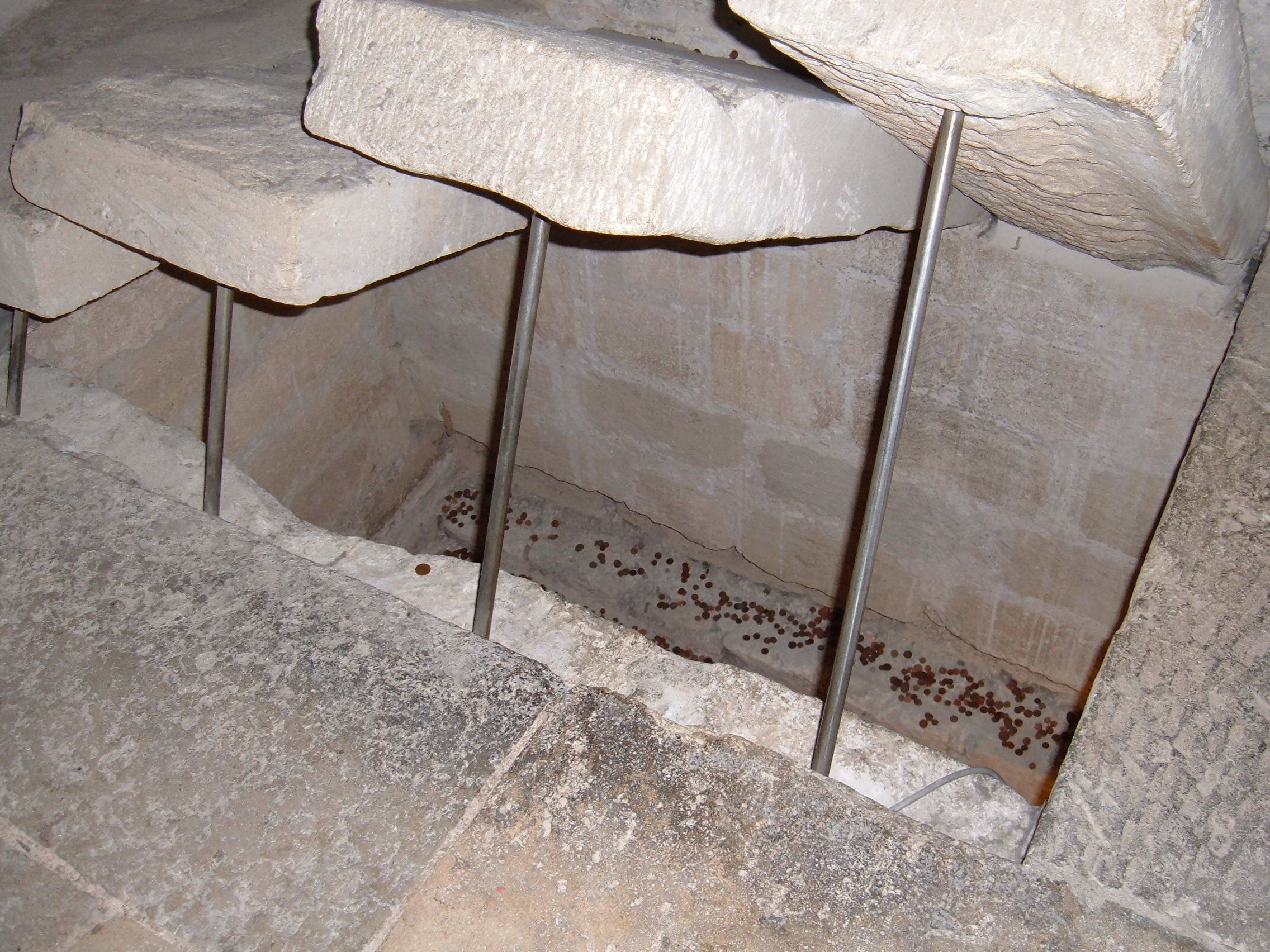
Entrée de la salle au trésor du palais des papes.

Après la soustraction d'obédience du 28 juillet 1398, le pontife avignonnais s'enferme alors dans son palais où vient l'assiéger Geoffroy le Meingre, dit Boucicaut, en septembre.
La cuisine du Grand Tinel fut, lors de ce premier siège, le théâtre d'une intrusion de la part des hommes de Boucicaut et de Raymond de Turenne, le neveu de Grégoire XI. Martin d'Alpartil, un chroniqueur aragonais (d'Alpartil) contemporain, narre leur coup de force. Ayant réussi à pénétrer sous l'enceinte du palais en remontant la Durançole et les égouts des cuisines, ils empruntèrent un escalier à vis qui les mena dans la cuisine haute. Alertées, les troupes fidèles à Benoît XIII les repoussèrent en leur jetant des pierres détachées de la hotte et des fascines enflammées.
Ce récit est corroboré par le facteur avignonnais de Francesco di Marco Datini, le grand marchand de Prato auquel il écrivit : 

« Hier, 25 octobre, nous étions ce soir-là à table, lorsqu'il vint un chevalier espagnol qui s'arma dans la boutique : nous eûmes bien de lui 200 florins. »

Questionné, l'acquéreur indiqua que lui et les siens allaient pénétrer dans le palais par les égouts. 

« Bref à minuit, 50 à 60 des meilleurs qui se trouvaient là, entrèrent dans ce palais. Mais, lorsque tous ces gens furent dedans, une échelle, dit-on, se renversa et la chose fut découverte sans qu'ils pussent retourner en arrière. Le résultat fut que tous les nôtres furent faits prisonniers, la plupart blessés et que l'un d'eux fut tué. »

Le facteur attribue l'échec de ce coup de main à la fébrilité et à la précipitation de ses auteurs : 

« Ils étaient si désireux d'entrer dans ce palais, et Dieu sait que c'était une belle proie ! Pensez qu'il y a dedans plus d'un million d'or ! Depuis quatre ans ce pape a toujours ramassé de l'or. Ils eussent été tous riches, et maintenant ils sont prisonniers, ce qui afflige beaucoup la ville d'Avignon. »

Après trois mois de combats intenses, le siège s'éternisa et le blocus du palais fut décidé. Puis en avril 1399, seules les issues furent gardées pour empêcher Benoît XIII de s'enfuir. La correspondance envoyée à Prato continue à faire vivre le quotidien du siège vu par des Avignonnais. Une lettre datée du 31 mai 1401 avertit l’ancien négociant avignonnais de l’incendie de son ancienne chambre :

« Le dernier jour du mois passé, la nuit, avant prime, quatre maisons ont brûlé devant chez vous, exactement en face de la chambre du haut dans laquelle vous aviez coutume de dormir ; et puis le feu fut chassé par le vent contraire dans votre chambre et la brûla avec lit, courtines, quelques marchandises, écritures et autres choses, parce que le feu était fort et prit à une heure où tout le monde dormait, si bien que nous ne pûmes sortir ce qui était dans votre chambre étant occupés à sauver des choses de plus grande valeur. »

Celle du 13 novembre informe le marchand du bombardement de sa maison : 

« L’homme du palais (le pape) a commencé à tirer la bombarde, ici, dans les Changes et dans la rue de l’Épicerie. Il a lancé dans votre toit une pierre de 25 livres qui en a enlevé un morceau et qui est venue tomber devant la porte sans faire de mal à personne, grâce à Dieu. »

Finalement, en dépit de la surveillance dont il était l'objet, le pontife réussit à quitter le palais et sa ville de résidence le 11 mars 1403, après un éprouvant siège de cinq ans. Il parvient à se réfugier au château de Châteaurenard, chez le comte de Provence Louis II d'Anjou, qui s'opposait depuis le début à la soustraction d'obédience.
Selon Frédéric Mistral, qui rapporte la légende, avant de partir, il aurait entreposé dans un sous-sol du palais des papes, un trésor composé d'objets et de statues en or massif. Seul l'ambassadeur de Venise fut mis dans le secret. Le poète provençal a imaginé dans son Poème du Rhône (Lou Pouèmo dóu Rose) que trois belles Vénitiennes, mises dans la confidence, seraient venues dans l'ancienne cité des papes et, grâce à l'aide de mariniers avignonnais, auraient réussi à soulever la dalle. Mais la salle se révéla totalement vide.

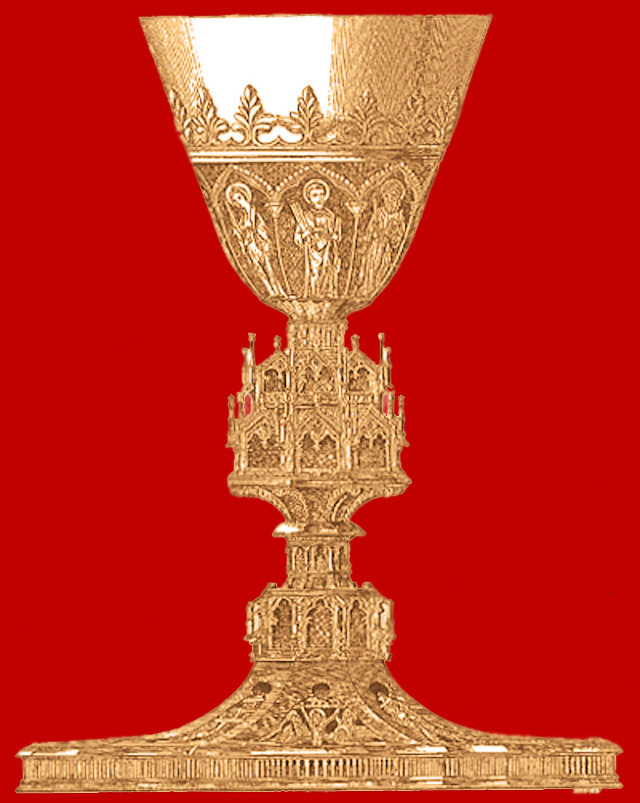
Calice en or de Pedro Luna, déposé dans la cathédrale de Tortosa.
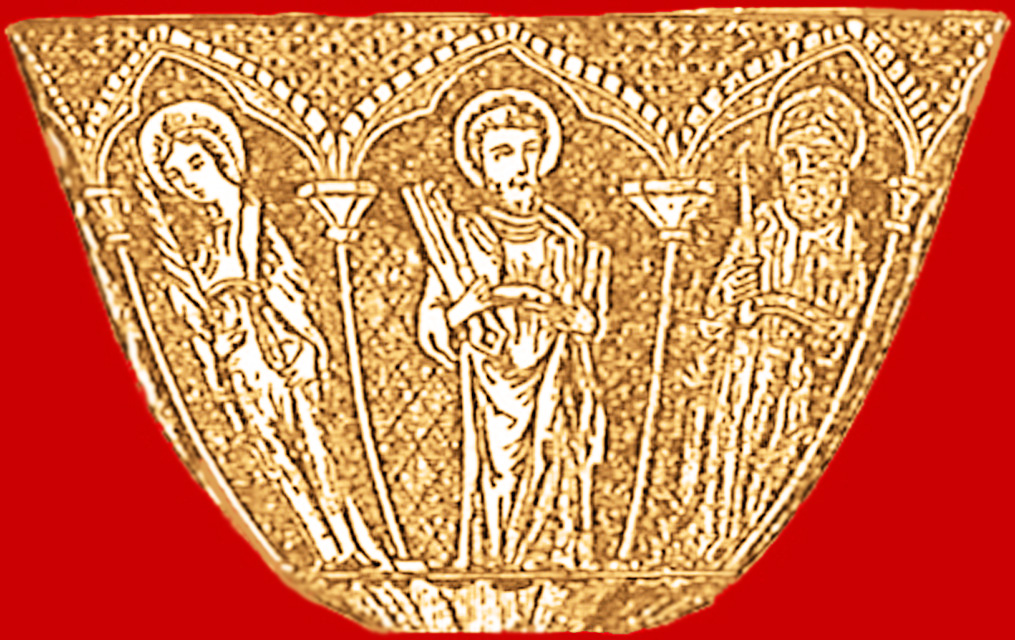
Détail du travail d'orfèvrerie sur la coupe du calice.
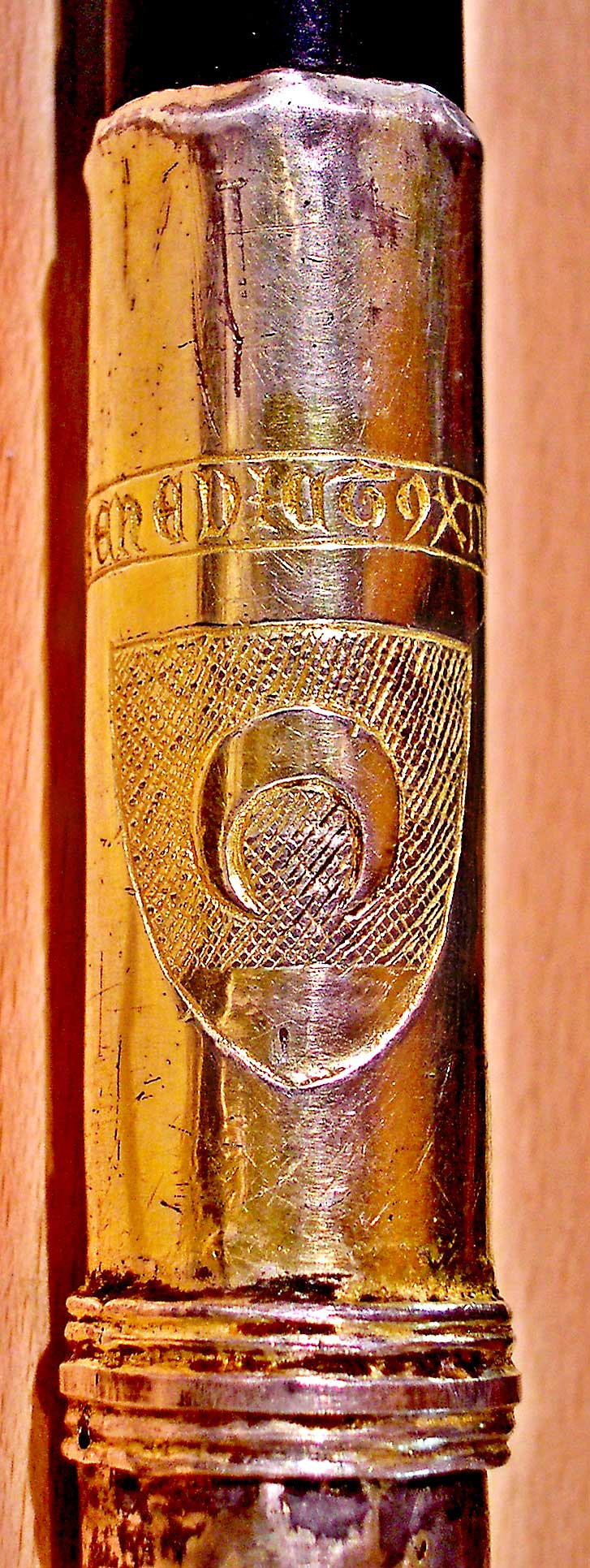
Armes de Benoît XIII sur sa crosse épiscopale.
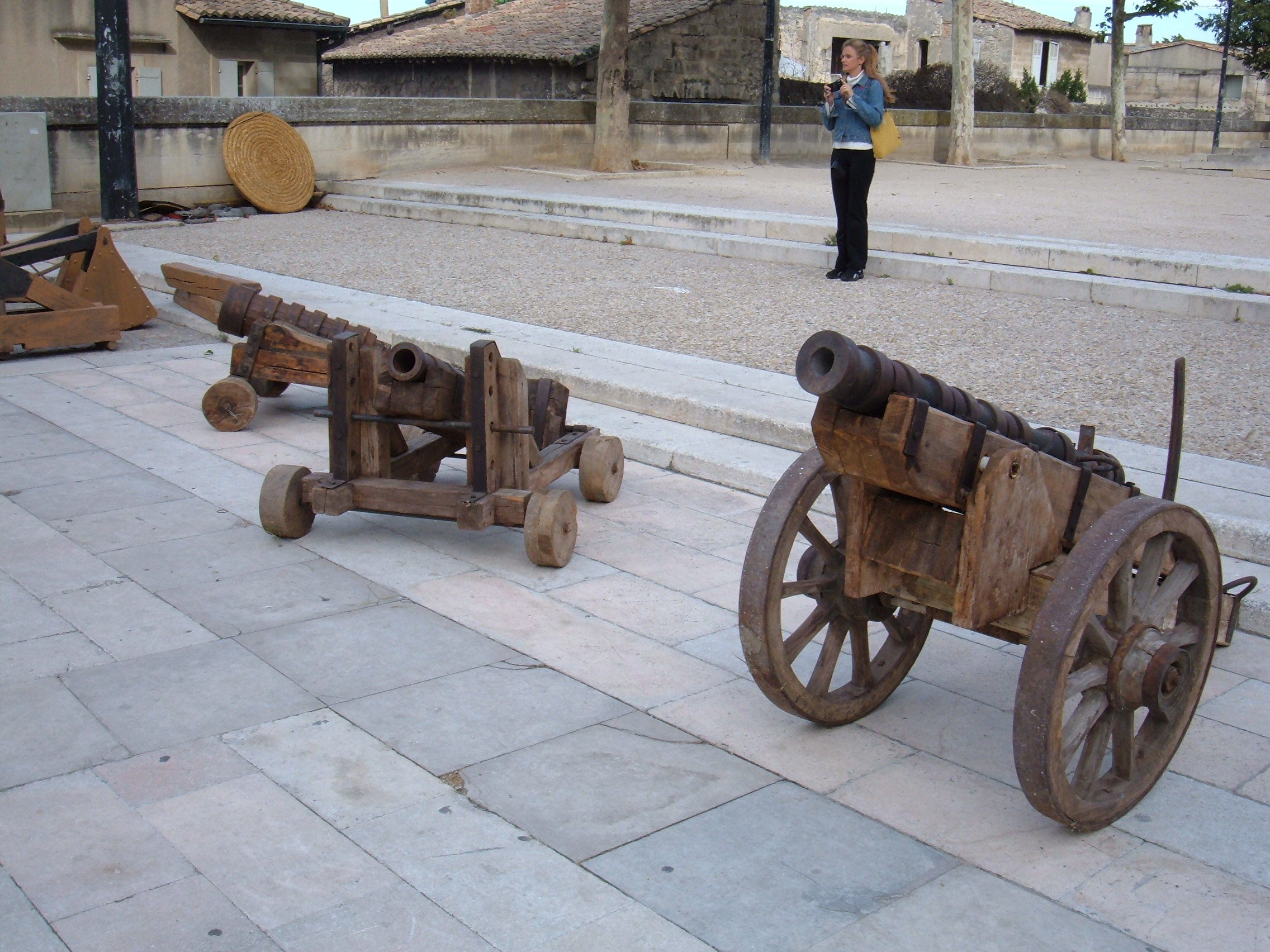
Bombardes médiévales sur la place du palais des papes à Avignon.

La soustraction d'obédience s'avère vouée à l'échec. Plusieurs évêques commencent à se plaindre, surtout lorsque le gouvernement français commence à taxer les revenus des paroisses. Le camp de Louis d'Orléans prend, dès 1401, parti contre la soustraction d'obédience, entraînant derrière lui les Universités de Toulouse, Orléans et Angers. Le 29 avril 1403, la Castille restitue son obédience au pape. La France suit le 28 mai. On en revient aux tractations diplomatiques qui ne donneront aucun résultat, les pontifes de Rome et d'Avignon campant sur leurs positions. Pour remercier Louis d'Orléans de son soutien, le pape lui offre 50 000 francs (aux dépens de la fiscalité imposée aux clercs), ce qui a pour effet de dresser l'Université contre lui et de la faire basculer un peu plus en faveur du Parti bourguignon.
En 1407, l'Université de Paris, avec l'appui du duc de Bourgogne et du Parlement de Paris, décide par elle-même une nouvelle soustraction d'obédience qui ne donnera pas plus de résultat que la première.
Du 15 novembre 1408 au 26 mars 1409, se tient dans l'église de la Réal à Perpignan le concile de la Réal, convoqué par Benoît XIII afin de chercher une solution. Durant cette période ont lieu quatorze réunions, auxquelles participent 349 Pères, comprenant notamment sept cardinaux, trois patriarches, onze archevêques et trente-six évêques. L'assemblée finit par produire le 1er février un avis d'abdication commune à négocier pour Grégoire XII et Benoît XIII, mais le concile se termine sans que ce dernier aie pris une décision.

### Le concile de Pise de 1409
L'Église se trouve dans l'impossibilité de résoudre la bicéphalie, elle ne peut démettre l'un des deux pontifes. Certains cardinaux unionistes choisissent la voie du conciliarisme pour mettre fin au schisme. Ils font connaître par lettre leur volonté de convoquer un concile pour le printemps 1409. Les cardinaux durent déployer une grande énergie pour gagner à leur projet un maximum de participants. L'appel se fit jusqu'à l'empire byzantin. 
L'entreprise est couronnée de succès puisque 500 représentants de deux obédiences se réunissent à Pise, du 25 mars au 7 août. Ils y décident de déposer les deux papes et d'en élire un nouveau. Le 5 juin, la condamnation des deux pontifes rivaux est prononcée et les cardinaux pisans élisent Alexandre V (1409–1410) le 26 juin. Mais les cardinaux sont excommuniés par les deux papes rivaux et la situation empire : il y a alors trois papes. Personne n'est alors capable d'arbitrer la querelle de légitimité qui les oppose.

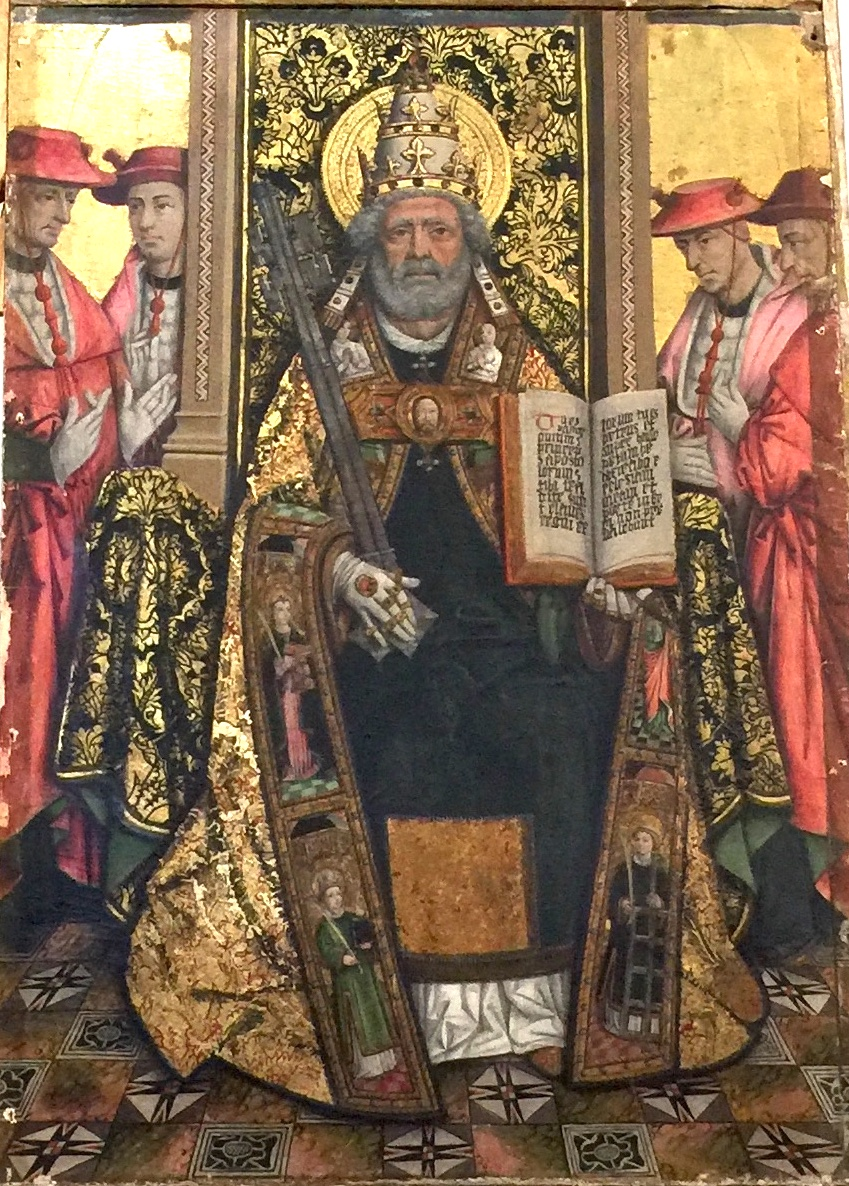
Portrait par Joan Reixach (XVe siècle). Morella.
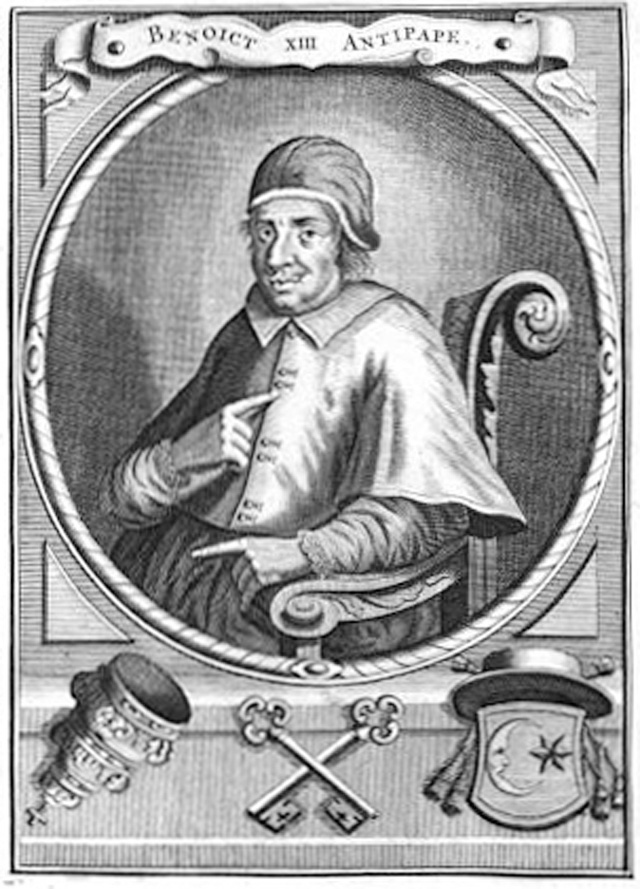
Benoît XIII, pape d'Avignon.
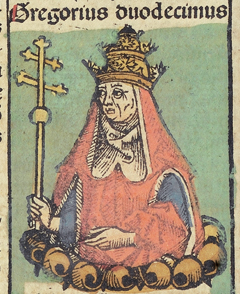
Grégoire XII, pape de Rome.
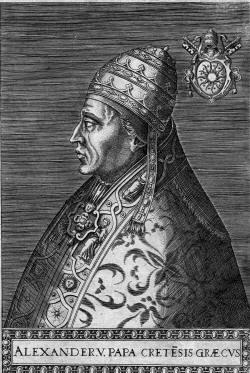
Alexandre V, premier pape de Pise.
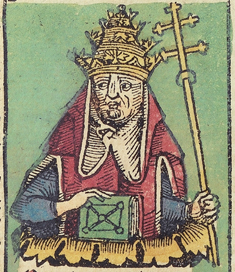
Jean XXIII, second pape de Pise.

Le 3 mai 1410, Alexandre V meurt à Rome. Les cardinaux pisans décidèrent de poursuivre l’aventure, et le conclave présidé par le cardinal Jean Allarmet de Brogny élit Baldassare Cossa le 17 mai. Il est ordonné prêtre quelques jours plus tard et couronné le 25 mai sous le nom de Jean XXIII. Il prend le parti de Sigismond de Hongrie lors de l’élection impériale qui a lieu la même année.
En 1410, la chrétienté reste alors partagée en trois obédiences : celle de Jean XXIII, qui comprend la France, l'Angleterre, la Pologne, la Hongrie, le Portugal, les royaumes du Nord, avec une partie de l'Allemagne et de l'Italie ; celle de Benoît XIII, composée des royaumes de Castille, d'Aragon, de Navarre, d'Écosse, du duché de Bretagne, des îles de Corse et de Sardaigne, des comtés de Foix et d'Armagnac ; celle de Grégoire XII, qui conserve en Italie plusieurs villes du royaume de Naples et toute la Romagne ; en Allemagne, la Bavière, le palatinat du Rhin, les duchés de Brunswick et de Lunebourg, le landgraviat de Hesse, l'électorat de Trèves, une partie des électorats de Mayence et de Cologne, les évêchés de Worms, de Spire et de Werden.

### Fin du grand schisme et déchéance papale
Jean XXIII, pape à Pise, chassé de Rome en 1413 par Ladislas, roi de Naples et de Hongrie, se met sous la protection de l'empereur Sigismond. De concert avec ce prince, il convoque un concile général à Constance pour le 1er novembre 1414. Les motifs allégués de la convocation sont l'extirpation du schisme et la réunion des fidèles sous un seul et même pasteur, la réforme de l'Église et la confirmation de la foi contre les erreurs de Wyclif, de Jean Hus et de Jérôme de Prague.

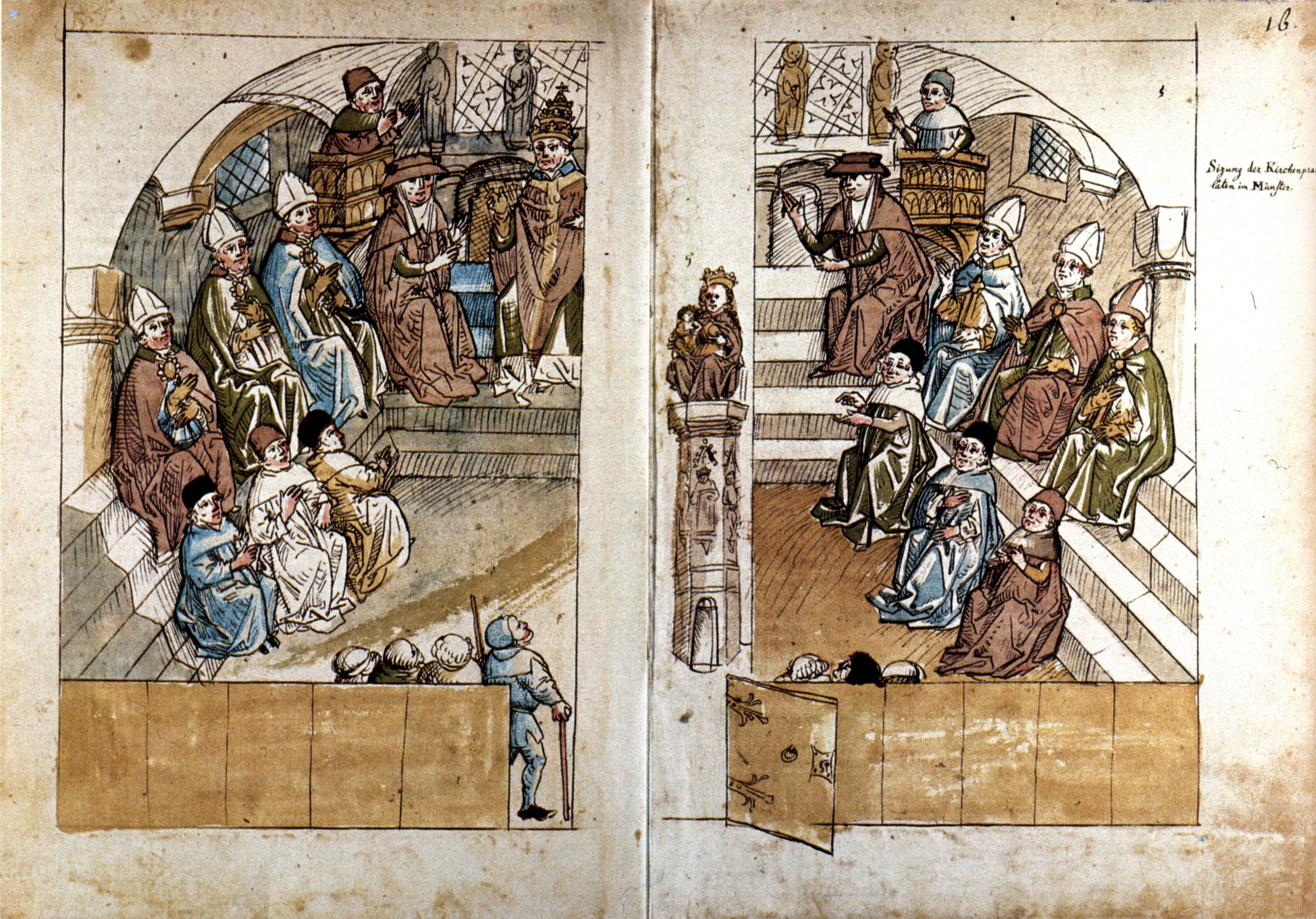
Prélats débattant avec le pape au Concile de Constance.

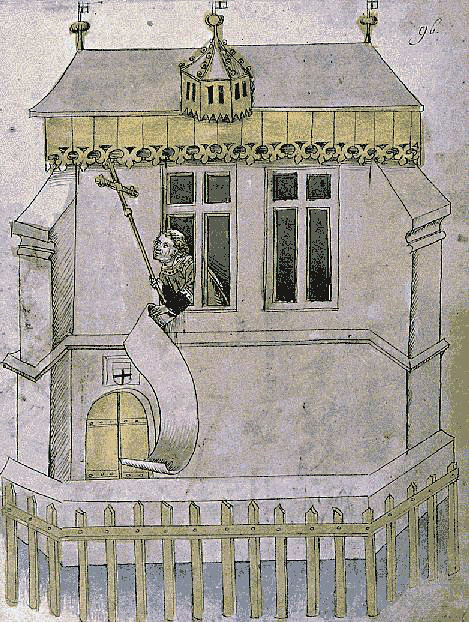
Habemus Papam de Martin V en 1415, à l'issue du conclave.

C’est lors de ce concile, présidé par le cardinal Jean Allarmet de Brogny que devait, entre 1414 et 1418 être résolu le problème de la bicéphalie (voire de la tricéphalie) de l’Église. Constance, durant quatre années d'activité, vit sa population plus que quadrupler et devint, pour un temps, la nouvelle capitale du monde chrétien.
Les membres du concile ont recours au conciliarisme pour mettre fin à la crise. Fort du soutien impérial, le concile proclame sa supériorité sur le pape : « Ce synode, légitimement assemblé au nom du Saint-Esprit, formant un concile général représentant l’Église catholique militante, tient immédiatement de Jésus-Christ son pouvoir, auquel toute personne de tout état, de toute dignité, même papale, est tenue d’obéir, en ce qui regarde l’extinction et l’extirpation du dit schisme (Obedire tenetur in his quae pertinent ad fidem et extirpationem dicti schismatis) ». L'assemblée des évêques se positionne au-dessus du pape et prévoit ses prochaines convocations.
Jean XXIII, qui déjà quittait Constance le 21 mars 1415, est déposé le 29 mai. Le pape romain Grégoire XII est, lui, poussé à abdiquer, ce qu'il accepte pour faire « table rase » de l’ensemble de la crise. Il reconvoque le concile par la voix de son légat et abdique par procurateur le 4 juillet 1415.
Sigismond de Hongrie se rend en Roussillon à la mi-septembre 1415. Il y rencontre à Perpignan Ferdinand Ier d'Aragon et Benoît XIII. Il en repart le 5 novembre 1415 sans avoir réussi à convaincre Benoit XIII d'abdiquer.
Martin V est élu à la quasi-unanimité le 11 novembre 1417, fête de saint Martin, par un conclave élargi pour la circonstance : le collège des cardinaux de toutes obédiences, renforcé par six députés de chaque nation du concile : France, Angleterre, Allemagne, Italie, Espagne. Martin V avait eu l'idée d’annoncer au préalable qu'il ne remettrait pas en cause les nominations de cardinaux effectuées par les deux autres antipapes, ce qui facilita le consensus à son sujet.

### BenoîtXIIIà Peníscola

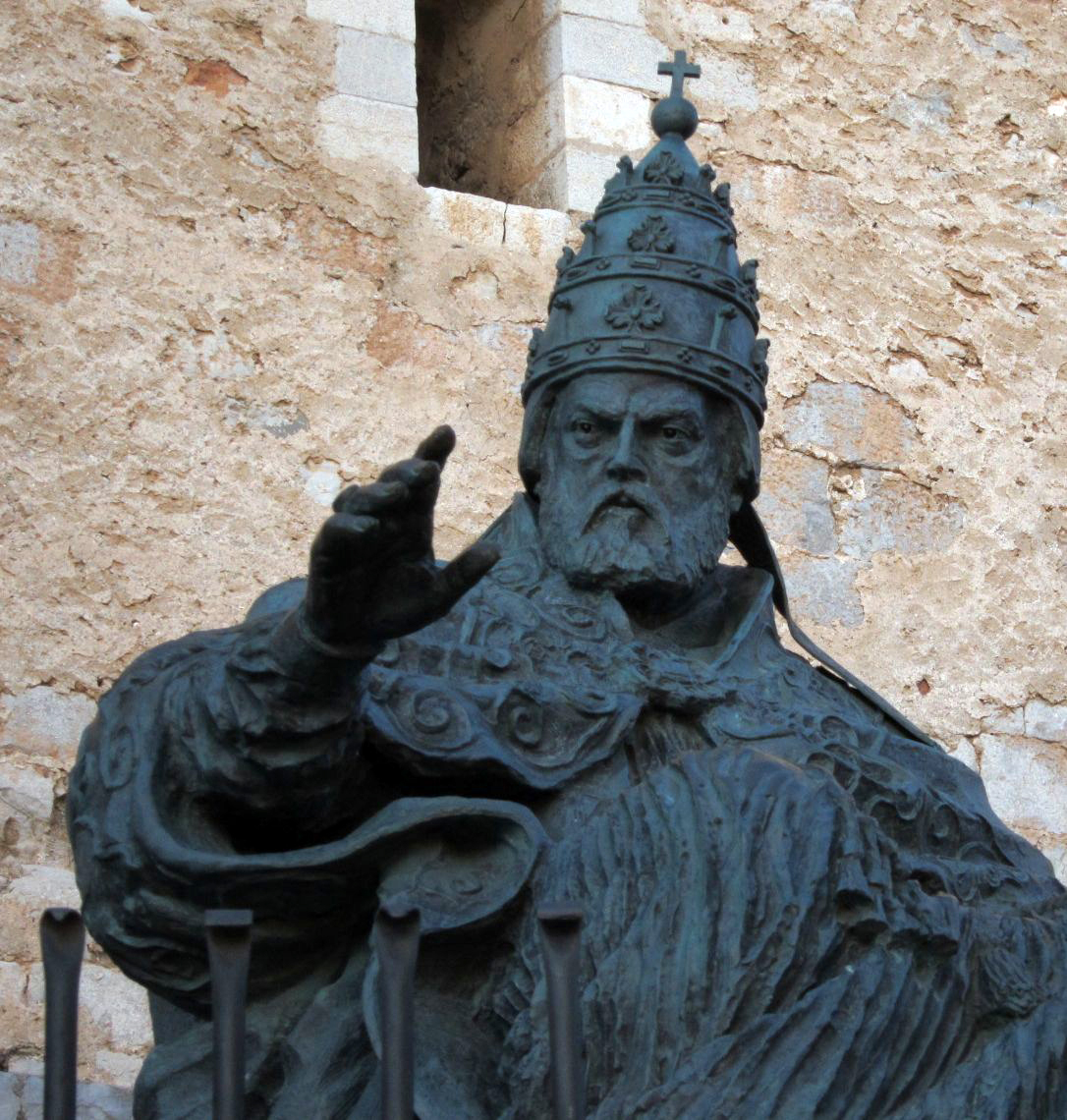
Statue de Benoît XIII à Peníscola.

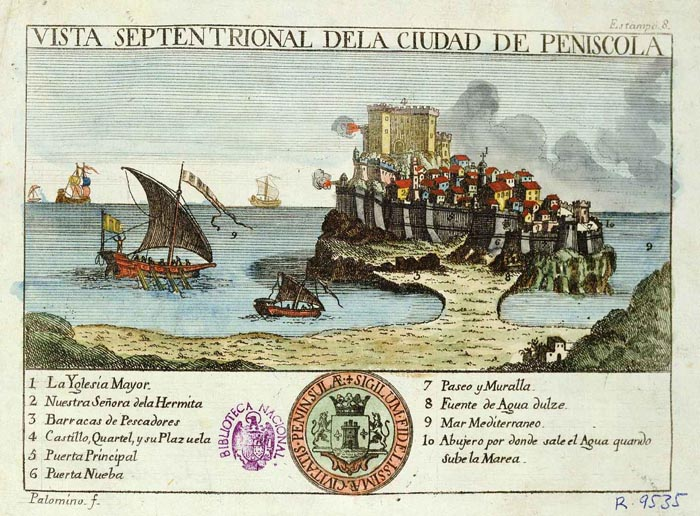
Peníscola, une presqu'île inexpugnable.

Mais le pape d’Avignon, Benoît XIII, retiré à Peníscola, à la Couronne d'Aragon (dernier État à le reconnaître, avec le comté d'Armagnac), refuse de s’incliner, quoique quasiment dépourvu de tout appui. Le 18 juillet 1414, il avait tenté une ultime démarche au cours d'une rencontre tenue à Morella avec le roi Ferdinand Ier d'Aragon et le dominicain Vincent Ferrier. Sentant sa mort proche, il désigne, le 24 mai 1423, un nouveau collège cardinalice, il était composé de Jean Carrier, archidiacre de Rodez et chapelain du comte Jean IV d'Armagnac, Julián Lobera y Valtierra, aumônier, scribe de lettres apostoliques et administrateur du diocèse de Tarazona, Ximeno Dahe, auditeur de la Chambre pontificale, et Domènec de Bonafè, prieur du monastère de Montealegre, à Tiana, près de Barcelone.
Retiré à Peñíscola, dans le dernier État à le reconnaître, Benoît XIII y serait mort en novembre 1422, mais la nouvelle de sa mort ne serait rendue publique qu'en mai 1423, laissant ainsi une partie du trésor pontifical disparaître,.
Trois de ses quatre derniers cardinaux élisent, à Peníscola, l’antipape Clément VIII, qui finit par renoncer quand le roi d’Aragon Alphonse V, lui-même, se rallie au pape de Rome Martin V.
Jean Carrier, le quatrième cardinal, jugeant l’élection de Clément VIII en Aragon irrégulière, forme un conclave à lui seul et proclame Benoît XIV « pape » à Rodez, menant à un nouveau schisme minoritaire, non reconnu des anciennes obédiences, et par ce fait non assimilé au Grand Schisme, que l’élection régulière de Martin V par les cardinaux des trois anciennes obédiences avait résolu, avant que son neveu et homonyme succède à Benoit XIV et entame la lignée dite des antipapes imaginaires dans les anciens textes, puisqu’aucune élection officielle ni aucun conclave officiel n’eut lieu. Aucun des clergés des Églises de Rome, Pise, Avignon et Aragon ne confère d’ailleurs au successeur de Clément VIII (qui lui s’était rallié à Rome) le titre de pape ou même celui d’antipape, car sa nomination ne relève d’aucun cardinal reconnu. Ce schisme minoritaire perd vite tous ses appuis, et ses derniers soutiens dans le clergé sont totalement réprimés en 1467 ou se soumettent au pape de Rome.
Aujourd’hui, l'Église catholique romaine ne compte pas Benoît XIII dans la suite des papes, mais seulement comme antipape à Avignon. Son nom et son numéro furent repris au XVIIIe siècle par le pape Benoît XIII à Rome, lequel fut dans un premier temps appelé Benoît XIV avant de devenir Benoît XIII. 
Les évêques de la région d’Aragon se sont récemment exprimés en faveur de la reconnaissance comme pontife légitime de Benoît XIII.

### BenoîtXIIIet les Juifs
La bienveillance des papes d'Avignon qui protégeaient les Juifs de la violence populaire habituelle ou des corvées humiliantes dans le Comtat venaissin (mais pas ailleurs) n'oubliait pas la politique traditionnelle de l'Église à l'égard du judaïsme et les conciles du XIVe siècle continuent à discriminer concrètement la communauté juive de la communauté chrétienne (comme celui d'Avignon de 1326 qui exige qu'une rouelle soit appliquée sur la poitrine de tout Juif de plus de 14 ans ou le port de cornailles pour les Juives de plus de 12 ans, décrets confirmés et augmentés de nouvelles restrictions et taxes aux conciles suivants). Des mesures de pression s'exercent contre les Juifs au fur et à mesure de la Reconquista avec les campagnes de prédication intensives de Vicent Ferrer ou celles de conversion forcée culminant avec les baptêmes sanglants de 1391. 
Dès son élection en 1394, Benoît XIII interdit aux « Juifs du pape » d'exercer les métiers de banquier ou de médecin.
Pour combler le vide produit dans son trésor par le Schisme, Benoît XIII s'empare notamment des revenus de l'évêché de Carpentras et exige des Juifs tous les droits féodaux qu'ils payaient auparavant à la mense épiscopale, pourtant tombés en désuétude (en), et voudrait même qu'ils fournissent les draps des lits de l'évêché. Un arrangement permet le rachat de cette corvée en 1401, à hauteur de 20 florins annuels payés par la communauté juive.
La conversion en 1390 de Salomón ha-Lévi, grand rabbin de Burgos, qui enseignait le Talmud et prend le nom de Pablo de Santa Maria, a une grande influence sur la conversion d'autres intellectuels juifs en Espagne comme le docteur Josué ha-Lorki, qui a été son élève et lui demande les raisons de cette conversion puis se convertit lui-même au catholicisme en 1412, et à son baptême par Vicent Ferrer, prend le nom de Jerónimo de Santa Fe. Il écrit deux traités contre les Juifs, Tractatus contra perfidiam Judaeorum et De judaieis erroribus ex Talmud. Médecin de Benoît XIII, il lui propose d'organiser une disputatio avec des rabbins à Alcañiz pour montrer que la Bible hébraïque atteste la venue de Jésus comme messie. Benoît XIII décide donc d'organiser la longue disputation de Tortosa entre rabbins de communautés et catholiques. « Le discours d'ouverture fut prononcé par Benoît XIII. Il y déclara qu'une discussion était inutile quant à savoir quelle était la vraie religion. Tout ce qu'on demandait aux Juifs, c'était de répondre aux arguments de Geronimo « basés » sur les Saintes Écritures ». Très rapidement, la disputation sur le messie se bloque car pour les rabbins, le messie est un personnage secondaire qui ne peut pas changer la Torah, la Loi, source de la vie spirituelle alors que cette position est incompatible avec le point de vue catholique qui fait de Jésus le Verbe incarné. Dans une dernière réunion, en 1415, et malgré les menaces pesant sur eux, les rabbins présents affirment que leur foi est la « véritable foi ». 
Benoît XIII fulmine la bulle Etsi doctoris gentium, à Valence, le 11 mai 1415, qui constitue l'une des plus importantes collections de lois anti-juives. Il attaque particulièrement le Talmud, accusant ce livre d'être une hérésie, la principale cause de l'aveuglement des Juifs et de leur exil perpétuel, et attribuant sa composition aux « fils du diable », il ordonne de le faire brûler,,. Il y fait obligation aux Juifs à partir de douze ans d’aller trois fois par an, en des jours déterminés, écouter les sermons sur la venue du « vrai Messie » chrétien, Jésus Christ ou sur les hérésies du Talmud, sous peine de fortes amendes,. Par ordonnance, le roi Alphonse V d’Aragon rappelle la mise en œuvre de cette obligation, en 1419. Outre des signes distinctifs pour les juifs, la bulle impose ce qu'on appellerait aujourd'hui une ségrégation sociale de chaque instant : résidence dans les juderías (des ghettos) dont les portes restent fermées la nuit, le dimanche et les jours de fête religieuse catholique, repas pris à part à l'auberge, aliments vendus de même à part, métiers interdits aux Juifs (charges gouvernementales, intendances), interdiction de procurations leur donnant quelque pouvoir sur les Chrétiens,... Ces mesures sont moins respectées après la mort de Benoît XIII.
Toutefois, les politiques de prédication et les sermons infatigables amplifient l'idéologie antijudaïque et développent une image particulièrement négative du Juif et du judaïsme, qui provoque souvent une hostilité ouverte des communautés chrétiennes englobantes et dégénère en épisodes de violence dans l’Espagne des XIVe et XVe siècles, notamment « un sentiment général d’aversion contre les Juifs, stigmatisés comme élément schismatique dès le début du XVe siècle par Benoît XIII » et de façon plus imagée par Vincent Ferrier.

## Galerie

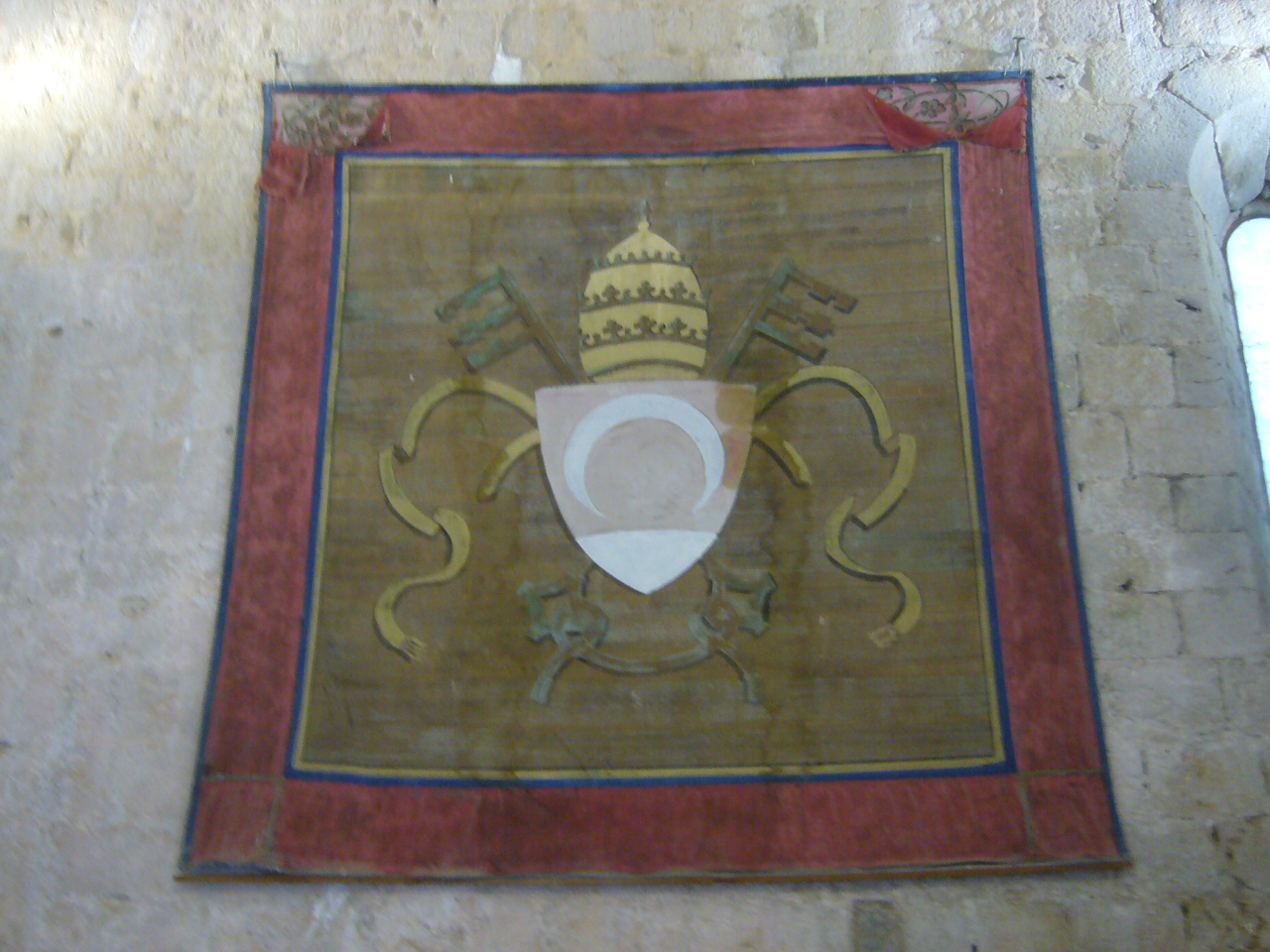
Blason de Pedro Luna à Peníscola.
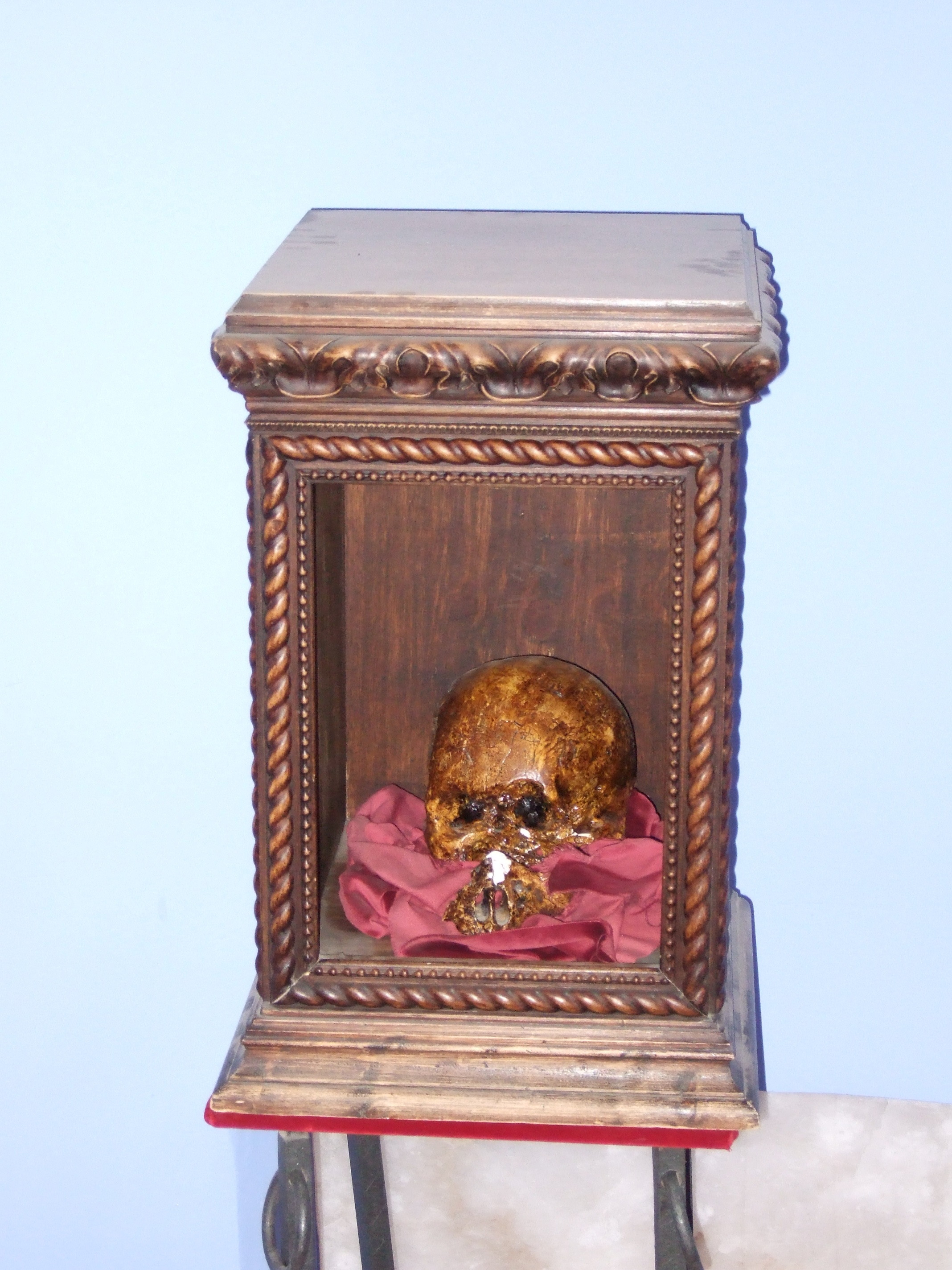
Son crâne au palais du pape Luna d'Illueca.
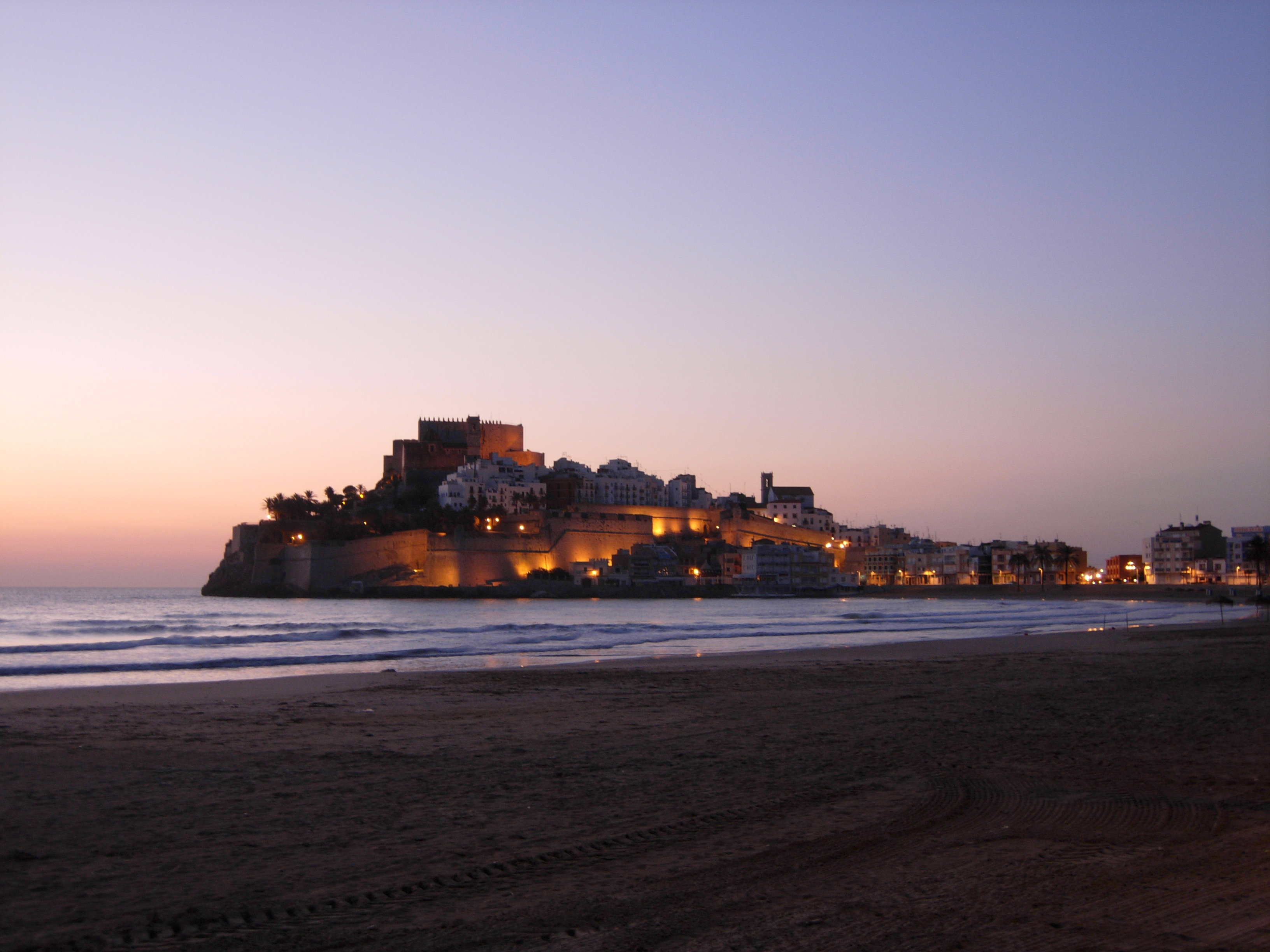
Peníscola, au lever du jour.
Château du Benoît XIII (antipape) à Illueca.
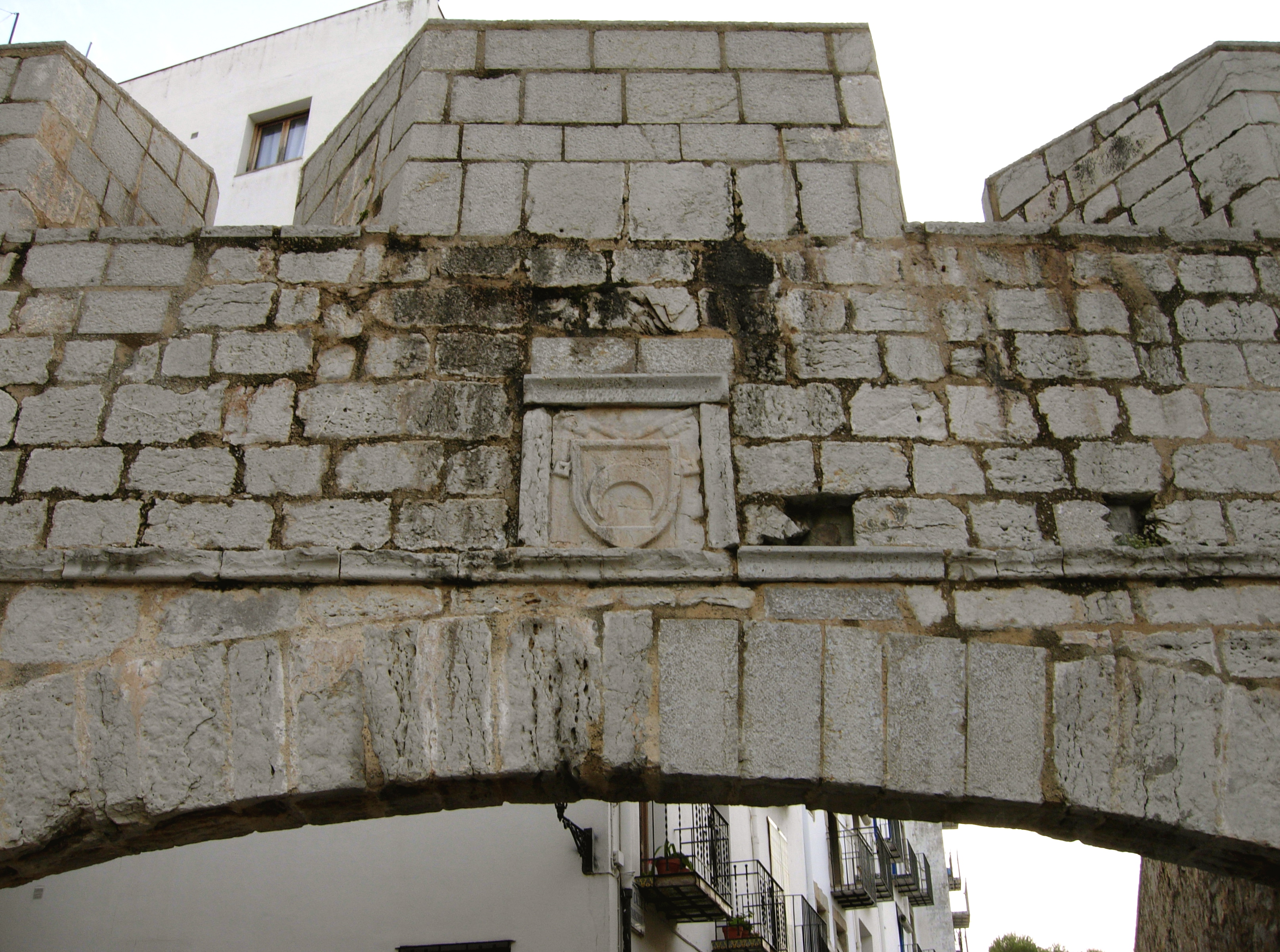
Peníscola, armes de Benoît XIII sur une porte de la ville.
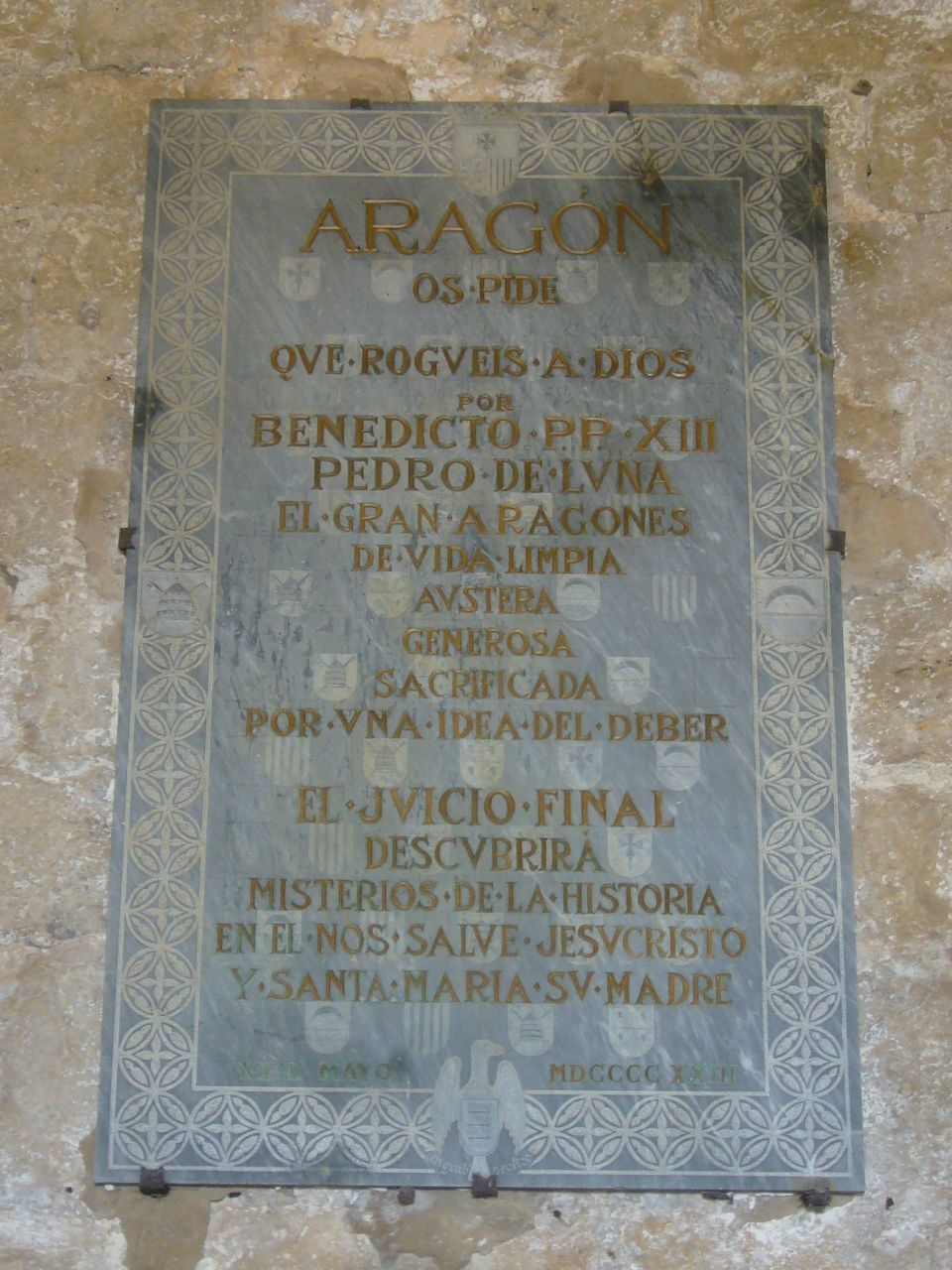
Inscription à la gloire de Benoît XIII, le grand Aragonais.